# Grexit
A Grexit Görögország (angolul Greece) lehetséges kilépése az eurózónából, illetve az EU-ból.
Görögország kiválásáról már 2009-ben is szó volt, majd 2014-ben és 2015-ben is.
A Grexit nemzetközileg elterjedt szó erre a fogalomra, főleg a sajtónyelvben. A kifejezés hatással volt a Brexit szó kialakítására is.

## A Grexit szó eredete
Szóösszerántással keletkezett két angol szóból: Greek (magyarul 'görög') + exit ('távozás').
Rokon jelentésű szóösszerántások még:  Danexit (Daxit), Dexit, Italexit, Nexit és Öxit (Auxit).